# Nymphon banzare
Nymphon banzare is een zeespin uit de familie Nymphonidae. De soort behoort tot het geslacht Nymphon. Nymphon banzare werd in 1944 voor het eerst wetenschappelijk beschreven door Gordon. 